# Балаж Макань
Балаж Макань (угор. Balázs Makány, 23 травня 1987) — угорський плавець.
Учасник Олімпійських Ігор 2004, 2008 років.